# Персональна вікі
Персональна вікі — тип програмного забезпечення, призначений для накопичення інформації користувача з використанням вікірозмітки. Персональна вікі дозволяє організувати інформацію на своєму комп'ютері або мобільному пристрої в формі, подібній Вікіпедії, але тільки для особистого використання.
Персональні вікі можна розділити на такі, що розраховані на багато користувачів, з можливістю організації особистого простору і однокористувацькі вікі-додатки, які не мають вебсервера і сервера баз даних.

## Вікі, що розраховані на багато користувачів
- MoinMoin — функціональний, простий у використанні, вільний (GNU GPL), багатоплатформовий (Windows, Linux, Mac OS), розширюваний вікі-рушій, написаний мовою Python.
- TWiki — вікі-рушій для корпоративного використання, написаний на Perl .
- DokuWiki — згідно з його автором, простий, але досить функціональний вікі-рушій, який може бути використаний для створення будь-якої документації.
- WikkaWiki — вікірушій, створений на мові PHP з використанням MySQL як відгалуження покинутого рушія WakkaWiki.
- Google Sites — безкоштовний хостинг на базі структурованої вікі.[1]

## Однокористувацькі вікі

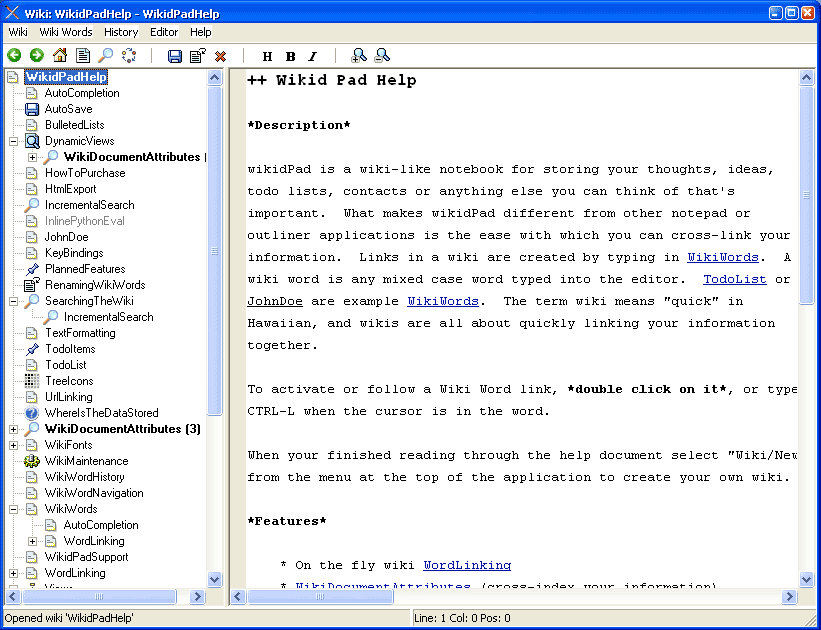
WikidPad скріншот

- Gnote — програма для створення заміток; порт Tomboy, написаний на мові C ++.
- OutWiker[2] — вільна програма під Windows і Linux для створення заміток, в якій кожна замітка зберігається в окремому каталозі[3].
- TiddlyWiki — вікі-рушій і вікі-концепція, яка полягає в тому, що весь вікі-сайт є однією HTML-сторінкою, інтерактивність якої забезпечується сценаріями.
- Tomboy — вільна програма для створення заміток (блокнот, який використовує вікі-розмітку), написана для Юнікс-подібних ОС на мові C # з використанням Gtk #, що є частиною середовища GNOME.
- WikidPad — безкоштовна програма, написана на мові Python, що дозволяє зберігати списки справ, контакти, замітки та іншу інформацію з використанням вікі-розмітки.
- Zen-wiki — простий вікі-рушій написаний на python для Google App Engine. Підтримує синтаксис Markdown і підсвічування коду. Редагувати вікі може тільки власник. Також доступний у вигляді сервісу. Станом на 25 квітня 2017 — не підтримується.
- Zim — текстовий WYSIWYG-редактор для створення заміток, написаний на мові Python (версії до 0.29 включно були написані на Perl), кожен запис в якому зберігається у вигляді текстового файлу з вікі-розміткою.
- didiwiki — швидка, легка і проста реалізація Вікі, написана на мові C. Працює на серверах Unix. За замовчуванням, IP сервера — 0.0.0.0:8000, але можна змінити на інший, наприклад, локальний. Запускається і налаштовується з терміналу, робота з вікі-сторінками — з браузера.
- XOWA — копія Вікіпедії на певну дату, що працює без підключення до інтернету.